# مجاديف الأمل (مسلسل)
مجاديف الأمل مسلسل تلفزيوني سعودي تراثي تم إنتاجه في سنة 2005 وعرض في عدة قنوات تلفزيونة. أنتجه التلفزيون السعودي. القصة والسيناريو والحوار للكاتب السعودي عبد العزيز السماعيل. تم تصوير أحداث المسلسل بمنطقة الأحساء والدمام، بالمملكة العربية السعودية ومنطقة كيرلا بالهند طوال 3 إلى 4 أشهر. قام بأداء أغنية تتر المقدمة الفنان السعودي عبد العزيز المنصور وقام بالتلحين الملحن السعودي ناصر الصالح بينما كتب كلمات الأغنية الشاعر الغنائي السعودي عبد العزيز عسيري. أخرج العمل في جزءه الأول المخرج السعودي عبد الخالق الغانم، وجزءه الثاني المخرج العراقي حسن حسني العبيدي.

## قصة المسلسل
تعيش مدينة الأحساء صراع الأهالي بين رفض وقبول تعليم المرأة، ومشاكل أمنية تتمثل في السرقة، وسيطرة الإقطاعيين، ولكن ذلك لم يمنع التلاحم والتكاتف بين الجيران وأهالي الحي. يرصد المسلسل الذي يتكون من 36 حلقة التحولات الاجتماعية لحياة الريف التي عاشتها الأحساء بشكل خاص والمنطقة الشرقية في الفترة الزمنية الممتدة من 1975 وحتى أيامنا هذه، ولأن الأحساء كمنطقة زراعية وريفية لا تزال (بِكر) ولم يتم التطرق لها على مستوى الدراما، وكذلك الريف في السعودية لم يتم تناوله كمكان أو ديكور للتصوير. يشار إلى أن سيناريو المسلسل مكتوب باللهجة المحلية وبلغة شاعرية، كما أن المخرج عبد الخالق الغانم تمكن من اختيار أماكن جميلة ومناسبة للتصوير، وتعتبر توثيقا لبيئة الأحساء.

## أبطال المسلسل
المسلسل يضم نخبة من الممثلين القدامى في المنطقة الشرقية منهم:
- حسين الهويدي
- عبد الله الربيع
- أحمد النوه
- عبد الرحمن الحمد

ومجموعة كبيرة من الممثلين الشباب، ومن السعودية:
- عبدالمحسن النمر
- سمير الناصر
- عبدالله الحسن
- حبيب الحبيب
- عبدالعزيز السكيرين
- علي الشهابي
- بشير غنيم
- محفوظ المنسف
- عبدالله التركي
- حسين الهويدي
- جعفر الغريب
- عبدالله بالعيس
- عبد العزيز المليفي
- سلطان النوه
- حبيب المخيدير
- احمد الناجم
- محمد البدر
- جلوي الحبابي
- فيصل المحسن
- عبدالرحمن الحمد
- راشد الورثان
- ماجد مطرب
- راضي المهنا
- ميثم الرزق
- إبراهيم الحساوي
- سعيد صالح (ممثل سعودي)
- جبران الجبران
- معتز العبد الله
- فارس الخالدي
- ماهر الغانم
- عبدالرحمن بودي
- عصام البريمان
- ناصر المبارك
- علي عكور
- الطفل الذي شارك بالبطولة في الجزء الأول عدنان بالعيس.

ومن ممثلي الخليج يشارك في التمثيل:
- أحمد الجسمي
- زهرة عرفات
- عبير الجندي
- فضيلة المبشر
- هيفاء حسين
- شمعه محمد
- ابتسام العطاوي
- لمياء طارق
- دينا خنجي
- رنا بو غالي
- بدور محمد